# Länsi-Pakila
Länsi-Pakila (suédois : Västra Baggböle)  est une section du quartier de Pakila à Helsinki en Finlande. Länsi-Pakila forme aussi son propre district.

## Description
A l'est, Länsi-Pakila est bordé par la Tuusulanväylä, au sud, Länsi-Pakila borde à son extrémité orientale l'espace vert Suursuo de Maunula.
Du côté ouest de Pakilantie, la frontière avec Pirkkola longe Papinmäentie. 
La frontière ouest vers Pirkkola, Maununneva et Haltiala s'étend juste à la limite du parc central d'Helsinki. 
Au nord, la frontière avec Paloheinä longe Nuotiokuja, qui dessert la circulation douce, et à l'extrémité est, elle longe Miilutie.
Le Kehä I traverse Länsi-Pakila dans la direction ouest-est et le divise en deux parties sud et nord de tailles à peu près égales.
Länsi-Pakila a une superficie de 2,29 km2, sa population s'élève à 6 587 habitants(1.1.2010) et il offre 1 513 emplois (31.12.2008).

## Transports
Les bus suivants traversent Länsi-Pakila:
| Numéro | Trajet                                                              | Réfs. |
| ------ | ------------------------------------------------------------------- | ----- |
| 63     | Kamppi – Ruskeasuo – Maunula – Paloheinä)                           | [ 2 ] |
| 66     | Rautatientori – Maunula – Länsi-Pakila – Paloheinä                  | [ 3 ] |
| 67     | Rautatientori – Maunula – Pakila – Torpparinmäki                    | [ 4 ] |
| 67N    | Rautatientori – Maunula – Pakila – Torpparinmäki)                   | [ 5 ] |
| 553    | Hakunila – Malmi – Maunula – Leppävaara                             | [ 6 ] |
| 553K   | Hakunila – Malmi – Maunula – Leppävaara)                            | [ 7 ] |
| 603    | Malmi – Oulunkylä – Koskela – Käpylä – Maunula – Pakila – Paloheinä | .     |
| 54     | Itäkeskus – Pitäjänmäki                                             | [ 9 ] |

## Galerie

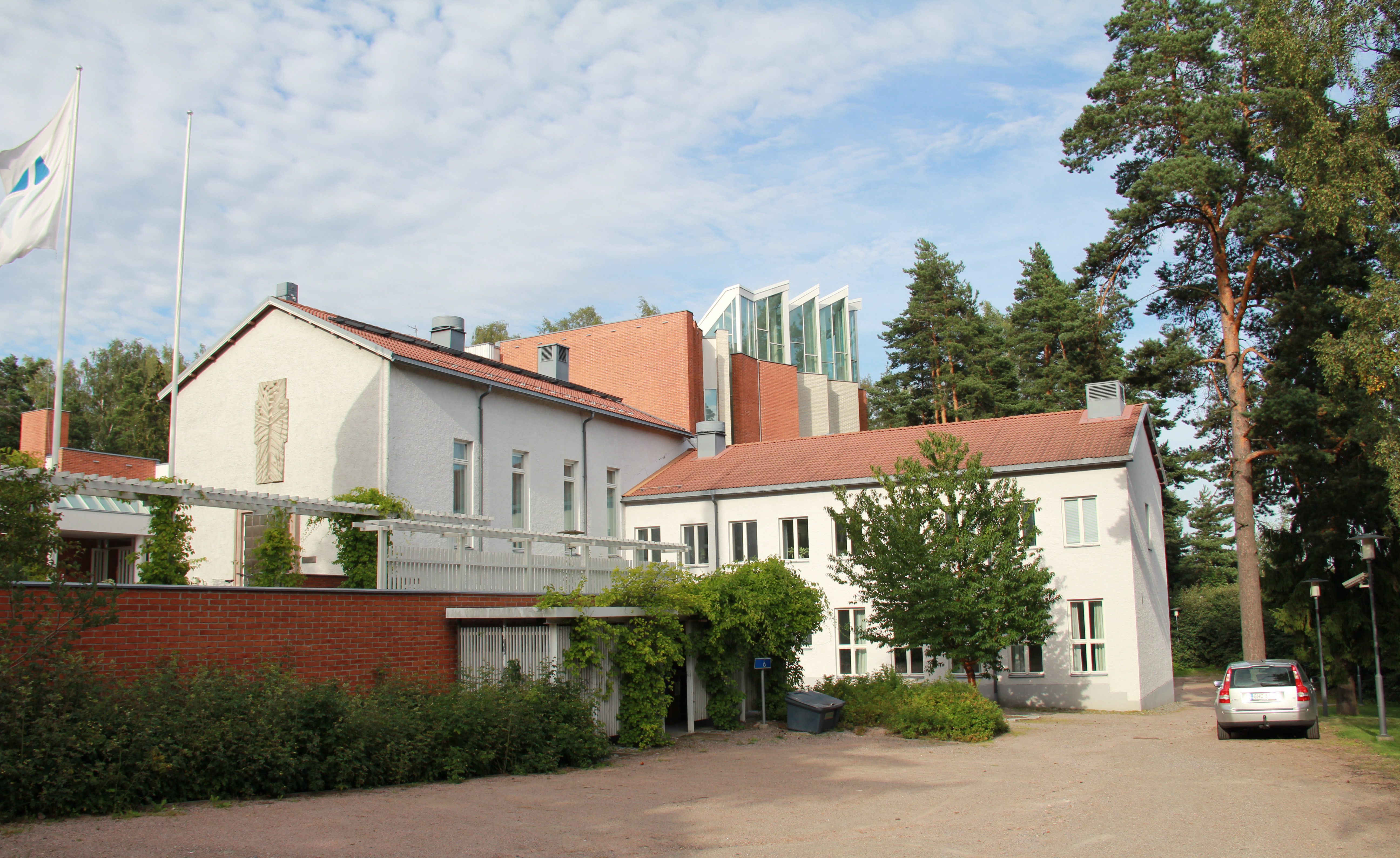
Église du Bon-Pasteur de Pakila
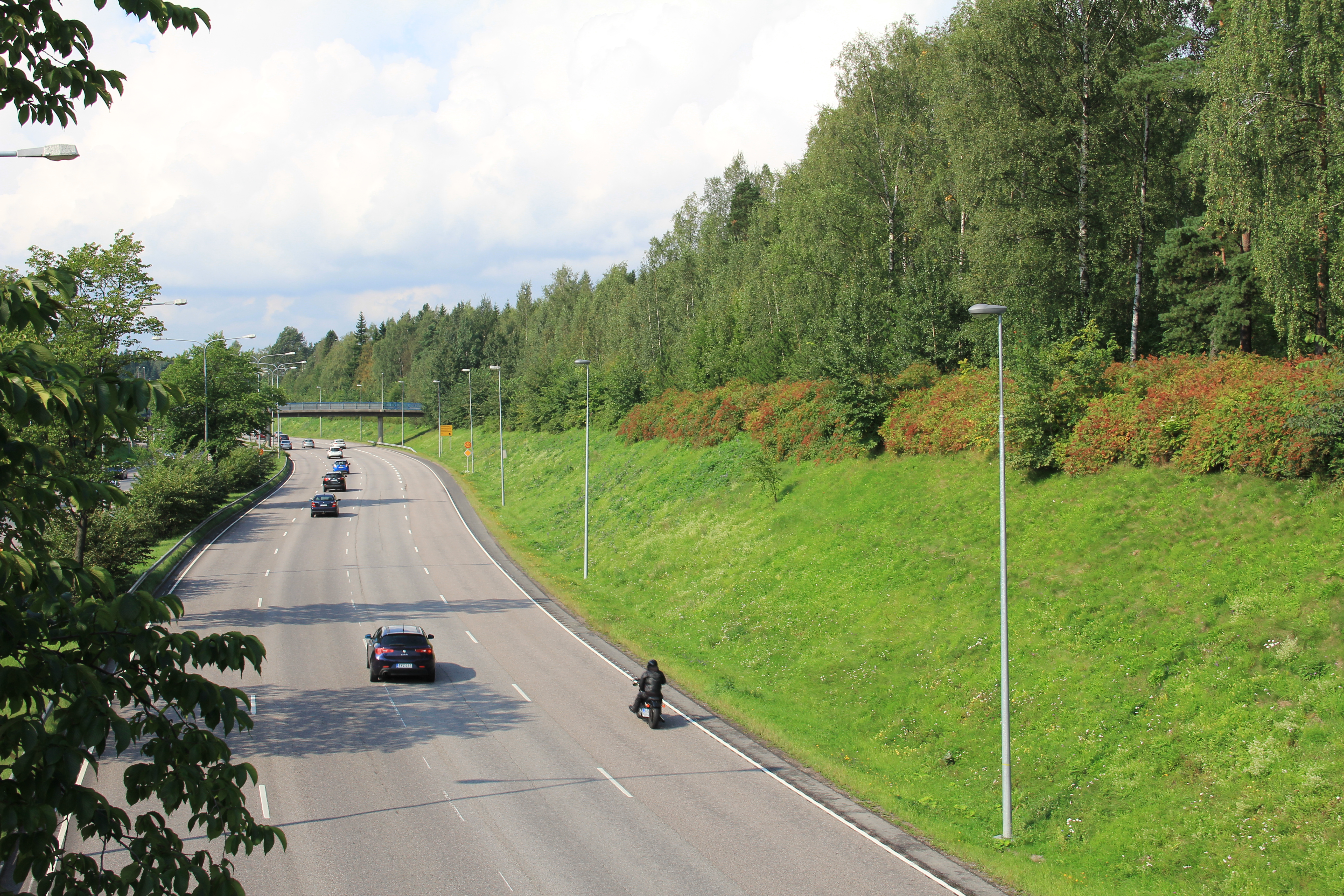
Kehä I et Pakilanpuisto.
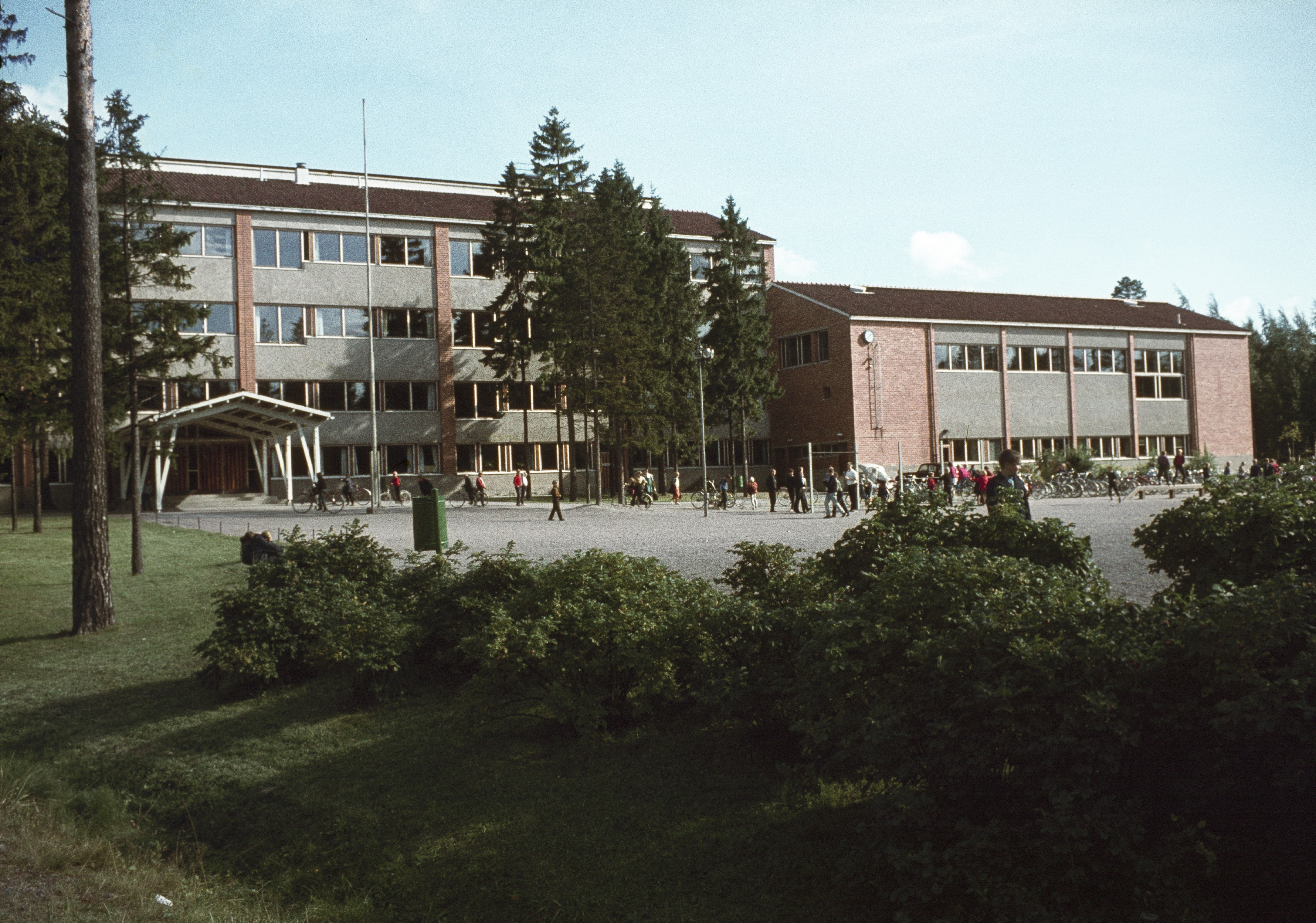
École primaire de Pakila.
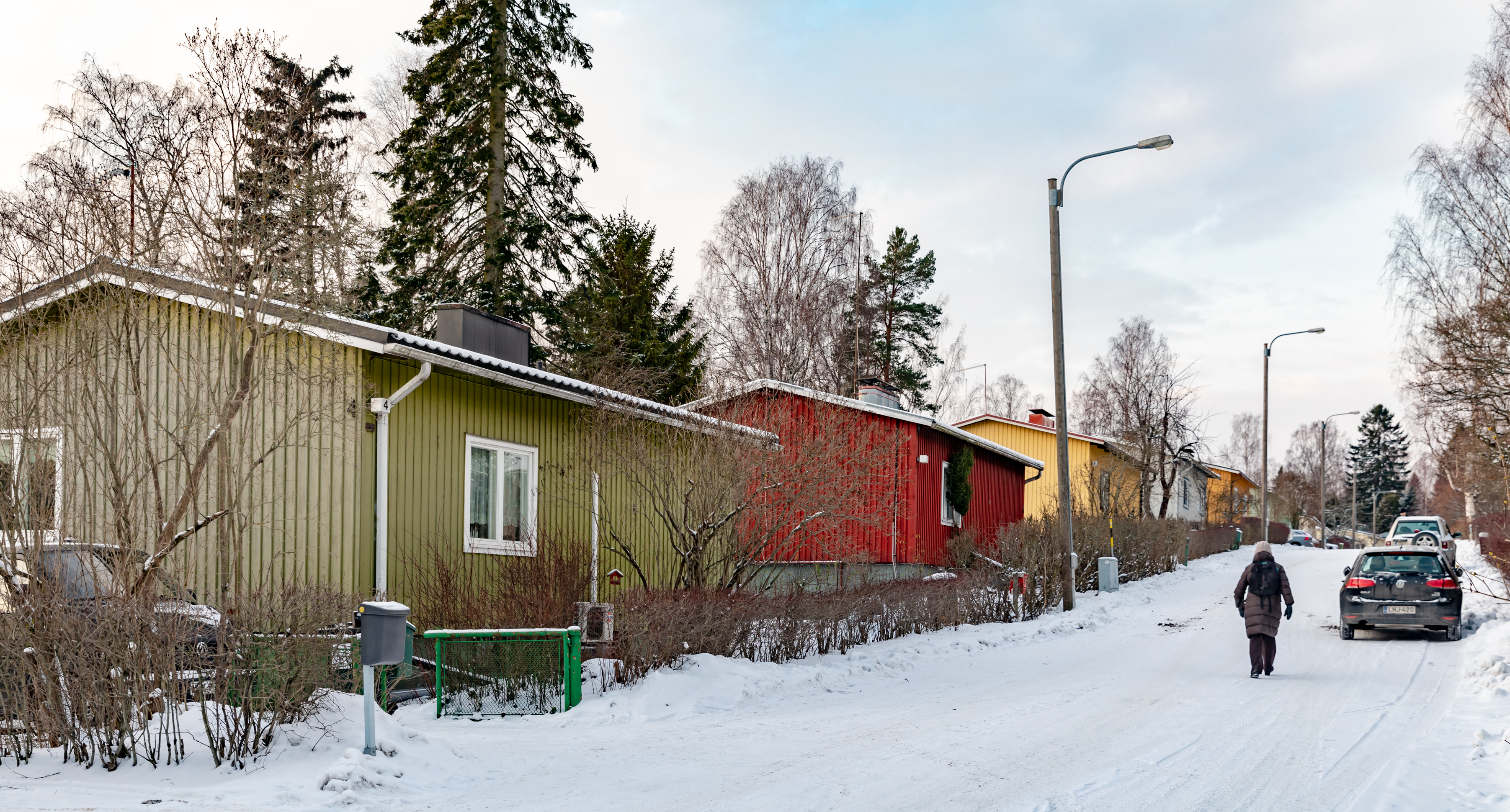
Maisons des anciens combattants.
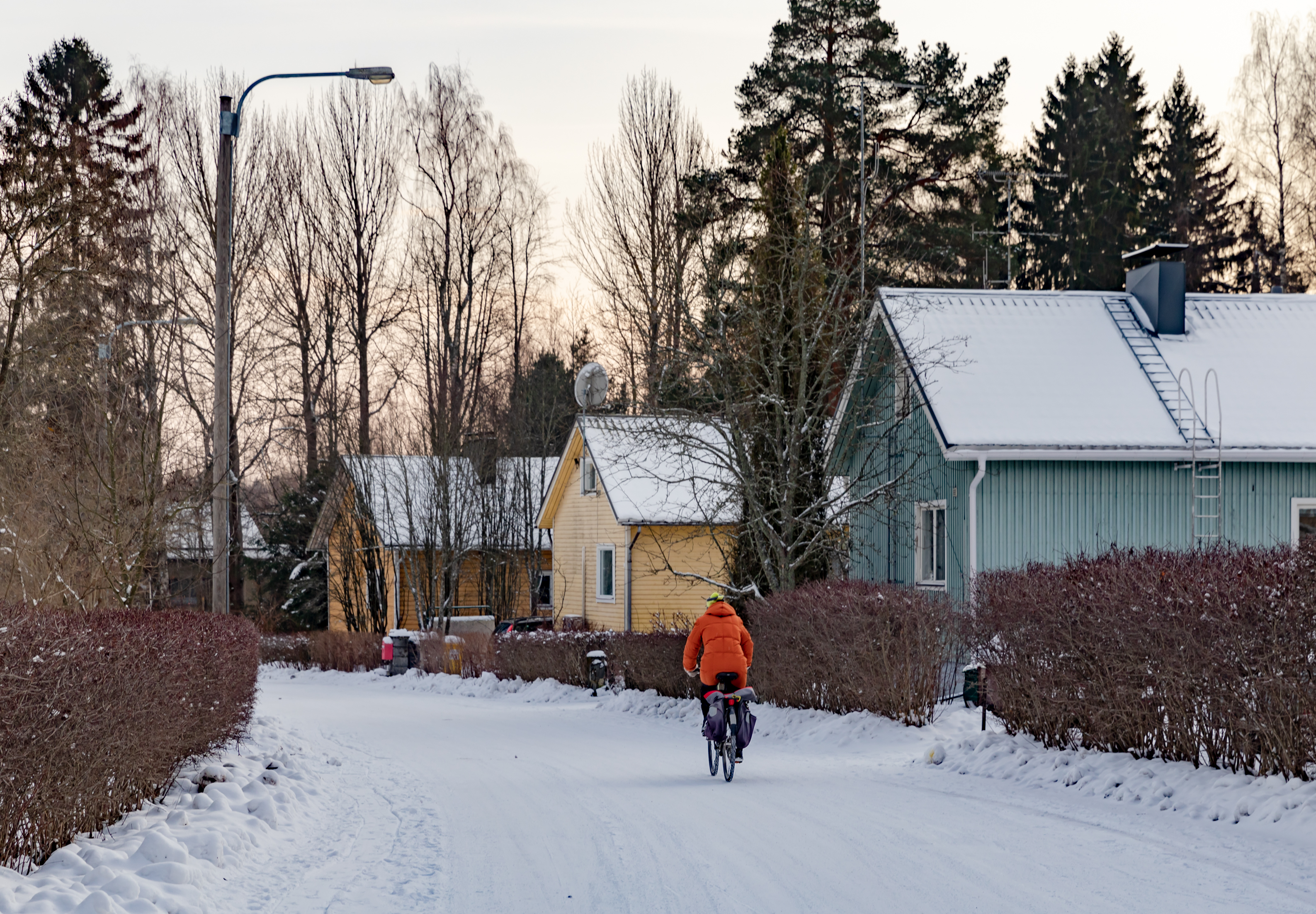